# Lettisk (sprog)
Lettisk (lettisk: latviešu valoda (dansk: lettisk sprog)) er det officielle sprog i Letland. Der er omkring 1,39 millioner indbyggere i landet, der har det som deres modersmål, og dertil kommer omkring 110.000 mennesker i resten af verden.
Lettisk tilhører den østbaltiske undergruppe af den baltiske sproggruppe inden for den indoeuropæiske sprogfamilie. Af de baltiske sprog er det kun lettisk og dets nærmeste slægtning, litauisk, der fortsat eksisterer. Det skal dog understreges, at selv om de to sprog er beslægtede, er lettiske og litauiske ord temmelig forskellige og forstås normalt ikke af personer med det modsatte sprog som modersmål.

## Grammatik
Lettisk er et flekterende sprog med adskillige analytiske former og med syntatiske lån fra tysk. Der er to grammatiske køn i lettisk, han- og hunkøn. Substantiver har syv bøjninger: nominativ, genitiv, dativ, akkusativ, instrumentalis, lokativ og vokativ. 
Udtalemæssigt lægges der – med få undtagelser – tryk på første stavelse.

## Skriftsystem
Historisk set er lettisk blevet skrevet med et system baseret på tyske fonetiske principper. I starten af det 20. århundrede blev dette erstattet af et målrettet fonetisk system ud fra et tilpasset latinsk alfabet, der består af 33 bogstaver:
| A | Ā | B | C | Č | D | E | Ē | F | G | Ģ | H | I | Ī | J | K | Ķ | L | Ļ | M | N | Ņ | O | P | R | S | Š | T | U | Ū | V | Z | Ž |
| a | ā | b | c | č | d | e | ē | f | g | ģ | h | i | ī | j | k | ķ | l | ļ | m | n | ņ | o | p | r | s | š | t | u | ū | v | z | ž |

Det moderne lettiske alfabet bruger 22 bogstaver direkte fra det latinske alfabet (alle med undtagelse af Q, W, X og Y. Dertil kommer yderligere 11 varianter heraf. Vokalerne A, E, I og U findes med og uden en streg som accenttegn, der markerer længde, hvor vokalen uden streg er den korte udgave. Bogstaverne C, S og Z findes endvidere i udgaver med accenttegnet hácek (omvendt hat), der ændrer udtalen fra henholdsvis [ts], [s] og [z] uden hácek til [tʃ], [ʃ] og [ʒ] med hácek. Tilsvarende med G, K, L og N, der findes i udgave med og uden cedille, hvor udtalen med cedillen bliver [ɟ], [c], [ʎ] og [ɲ].
Lettisk stavning har en tæt sammenhæng mellem grafemer og fonemer. Hvert fonem har sit eget bogstav, så en læser behøver ikke at lære, hvordan et ord udtales, men kan direkte udtale det. Der findes få undtagelser herfra i forbindelse med henholdsvis E, Ē og O. Tidligere var der flere undtagelser samt flere variationer af de latinske bogstaver, men der er efterhånden luget ud i disse.

## Historie
Lingvister anser de baltiske sprog for at have de fleste af de karakteristika, der fandtes i tidlige stadier af et proto-indoeuropæisk sprog. Det er omdiskuteret, hvordan de baltiske sprog er opstået heraf, men i tiden omkring 5.-6. århundrede foregik en opdeling i øst- og vestbaltiske sprog. Opdelingen i lettisk og litauisk begyndte efter år 800, i starten med et fælles sprog med forskellige dialekter. Først så sent som omkring 15. århundrede begyndte en egentlig opsplitning i selvstændige sprog. 
Lettisk dukker i den forbindelse op i det 16. århundrede ud fra en række dialekter. 
Det ældste, kendte eksempel på lettisk skrift er fra 1530 i form af en oversættelse af en salme foretaget af en tysk præst i Riga.
Indtil det 19. århundrede var det lettiske sprog stærkt påvirket af tysk, idet samfundets øverste klasser blev udgjort af tyske indvandrere. I midten af det 19. århundrede skete der en vækkelse af nationale kræfter, der også søgte at udbrede anvendelsen af det lettiske sprog. Folkene bag dette lagde fundamentet for et standardiseret lettisk, herunder dannelse af lettiske udgaver af fremmede ord. Imidlertid overtog russisk påvirkning med indsættelsen af zar Alexander 3. i 1880'erne, hvilket hæmmede udbredelsen af lettisk i en periode. Efter zarens død ved århundredets slutning fortsatte de nationalistiske bevægelser initiativerne. 
I 1908 blev det moderne lettiske alfabet introduceret af de lettiske lingvister Kārlis Mīlenbahs og Jānis Endzelīns, og det erstattede langsomt den gamle skriftsystem. På samme tid indførtes det karakteristikum i sproget, at egennavne fra andre sprog eller lande tilpasses det lettiske fonetiske system. Dette finder sted, uanset om det originale navn skrives med latinske bogstaver i forvejen. Dertil kommer, at navnene tilføjes bøjningsendelser fra lettisk, når det er nødvendigt.
I perioden med russisk besættelse under 2. verdenskrig samt efter krigen til Letlands selvstændighed i 1991 foregik der en omfattende russificering af det lettiske sprog. En lang række letter blev deporteret eller henrettet, og der foregik en omfattende indvandring til Letland fra de øvrige sovjetrepublikker som Rusland, Ukraine og Hviderusland efter Josef Stalin ønske om at integrere Letland og de øvrige baltiske stater i den sovjetiske kultur. Langt de fleste af disse indvandrere gjorde ikke noget forsøg på at lære lettisk, og derfor er det i dag kun omkring 60% af landets befolkning, der har lettisk som modersmål.
Efter genvindelsen af landets selvstændighed i 1991 indførte man en ny sprogpolitik. Den går ud på en integration af alle indbyggere med hensyn til landets officielle sprog samtidig med, at minoriteternes sprog både beskyttes og udvikles. Dette foregår i praksis ved, at der for offentlige midler foregår modersmålsundervisning for flere minoriteter, herunder på russisk, polsk, hebraisk, litauisk samt flere andre. Der findes folkeskoler, hvor disse sprog er de første, der læres, og hvor lettisk i starten læres som fremmedsprog. Højere oppe i skolesystemet er der regler om, hvor meget af undervisningen der minimum skal foregå på lettisk, og på universiteterne får de studerende kun stipendium, hvis de undervises på lettisk. Dette er dog ikke uden problemer, da ikke nær alle lærere og professorer taler lettisk.